# Sahara

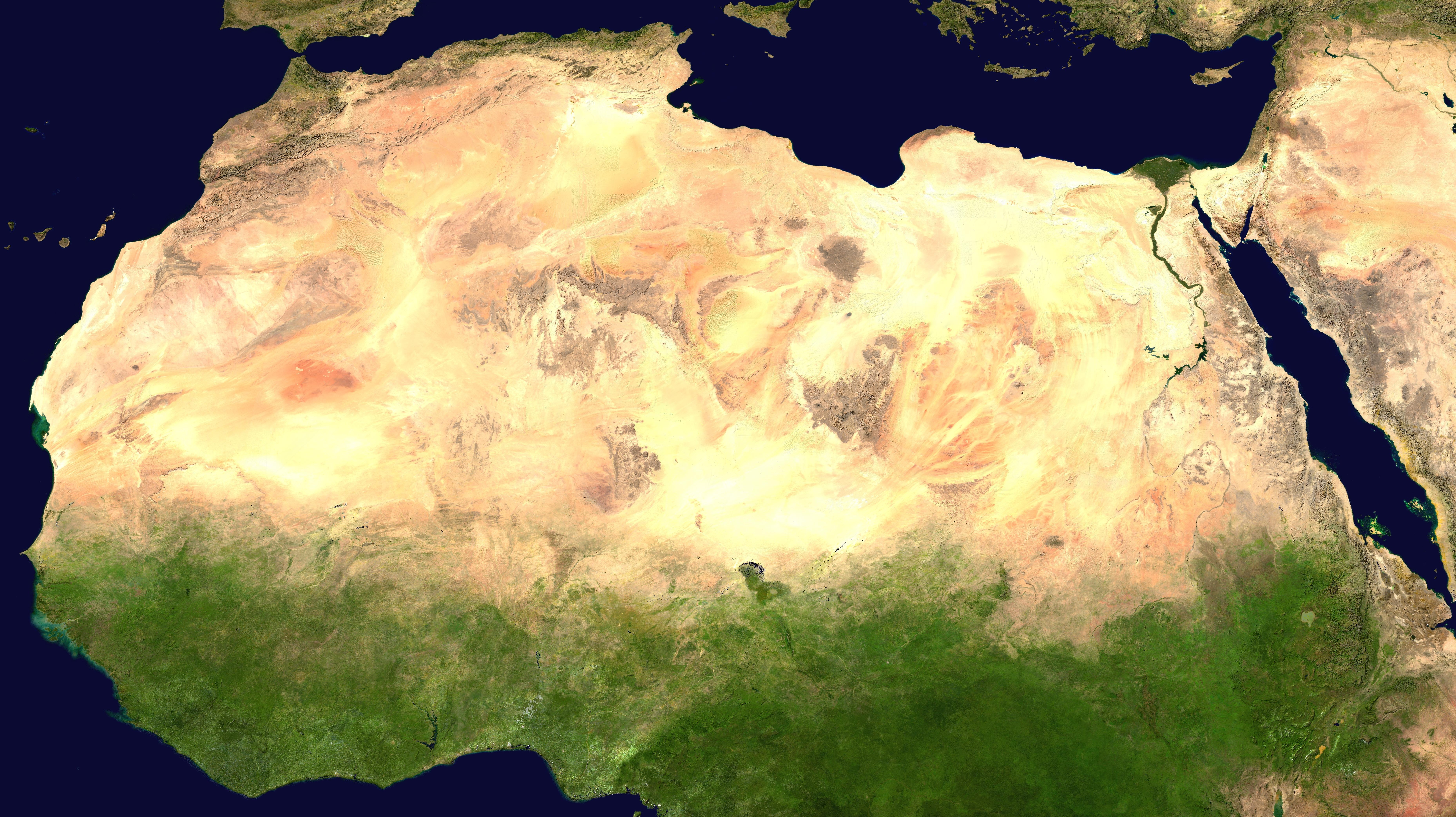
Satellitenaufnahme der Sahara

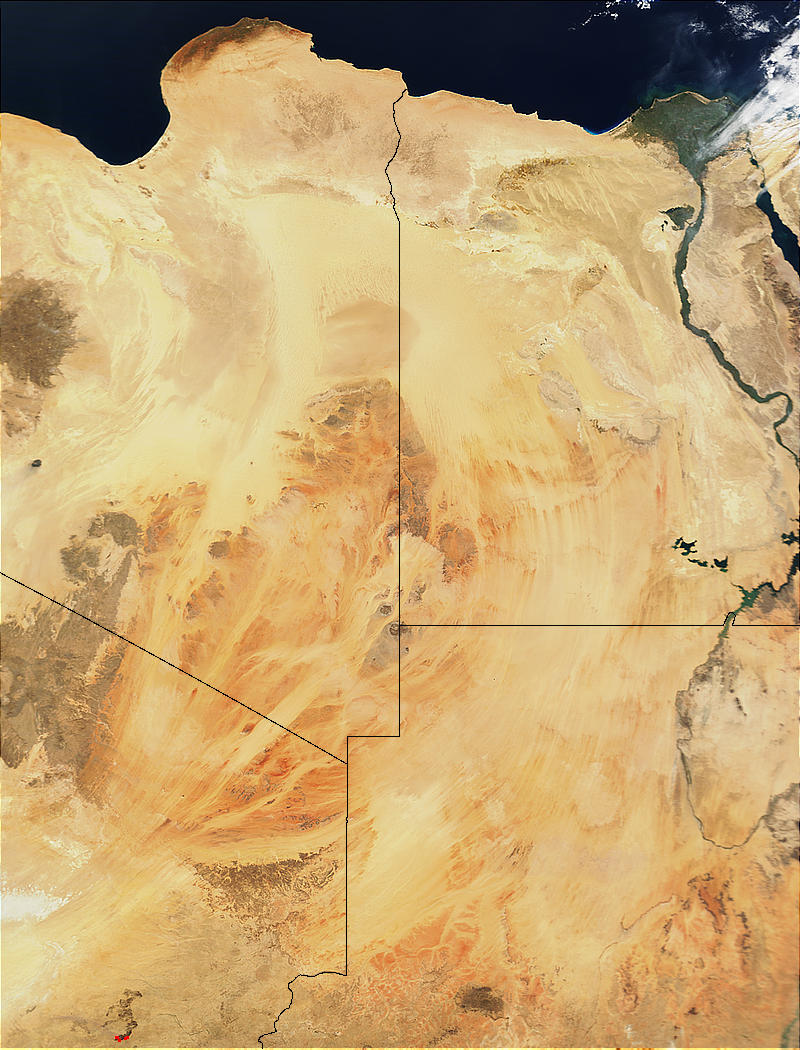
Satellitenaufnahme der nordöstlichen Sahara

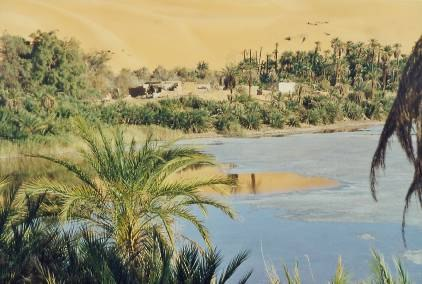
Oase in der Sahara (Libyen)

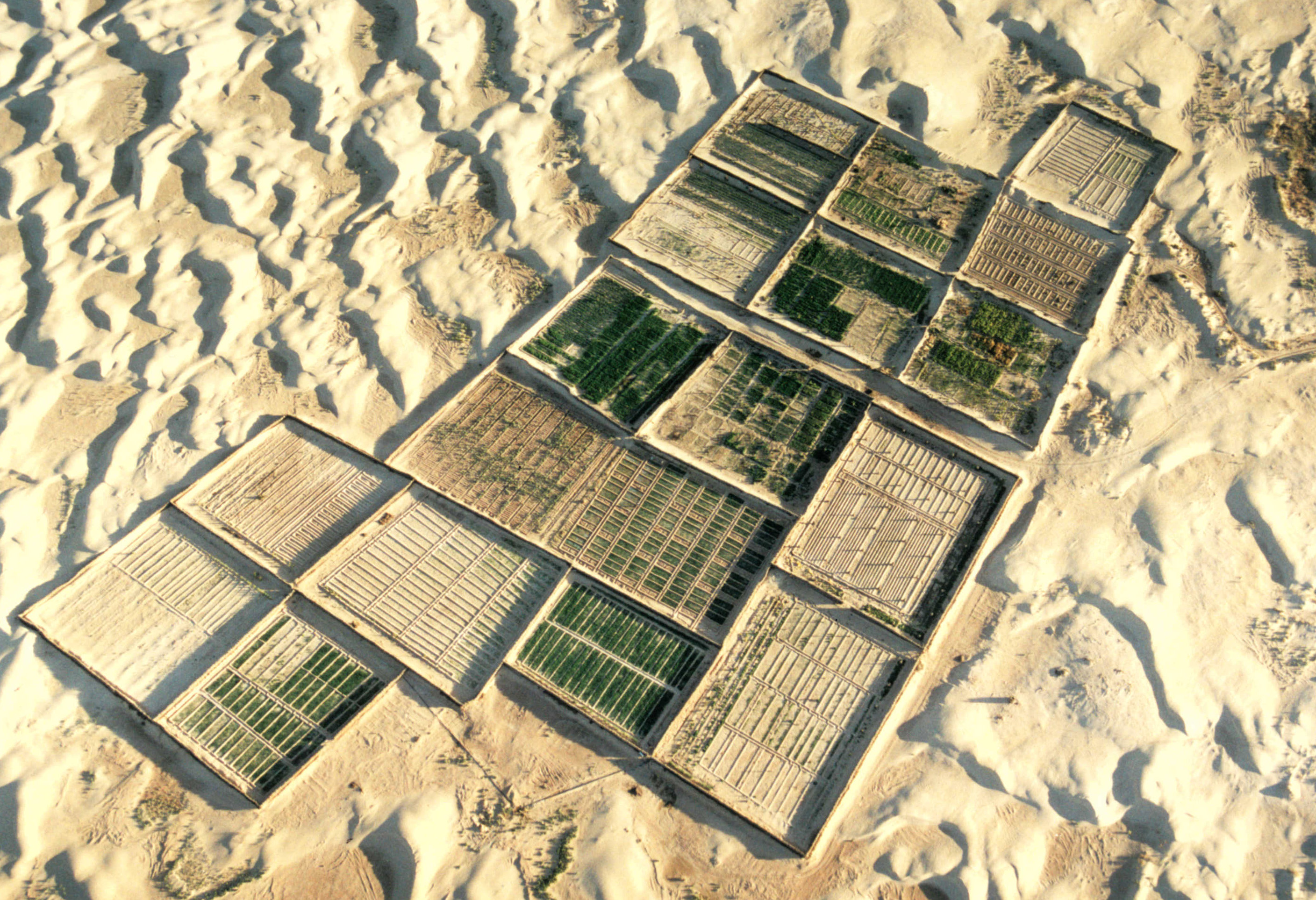
Landwirtschaft in der tunesischen Sahara, Luftbild 2002

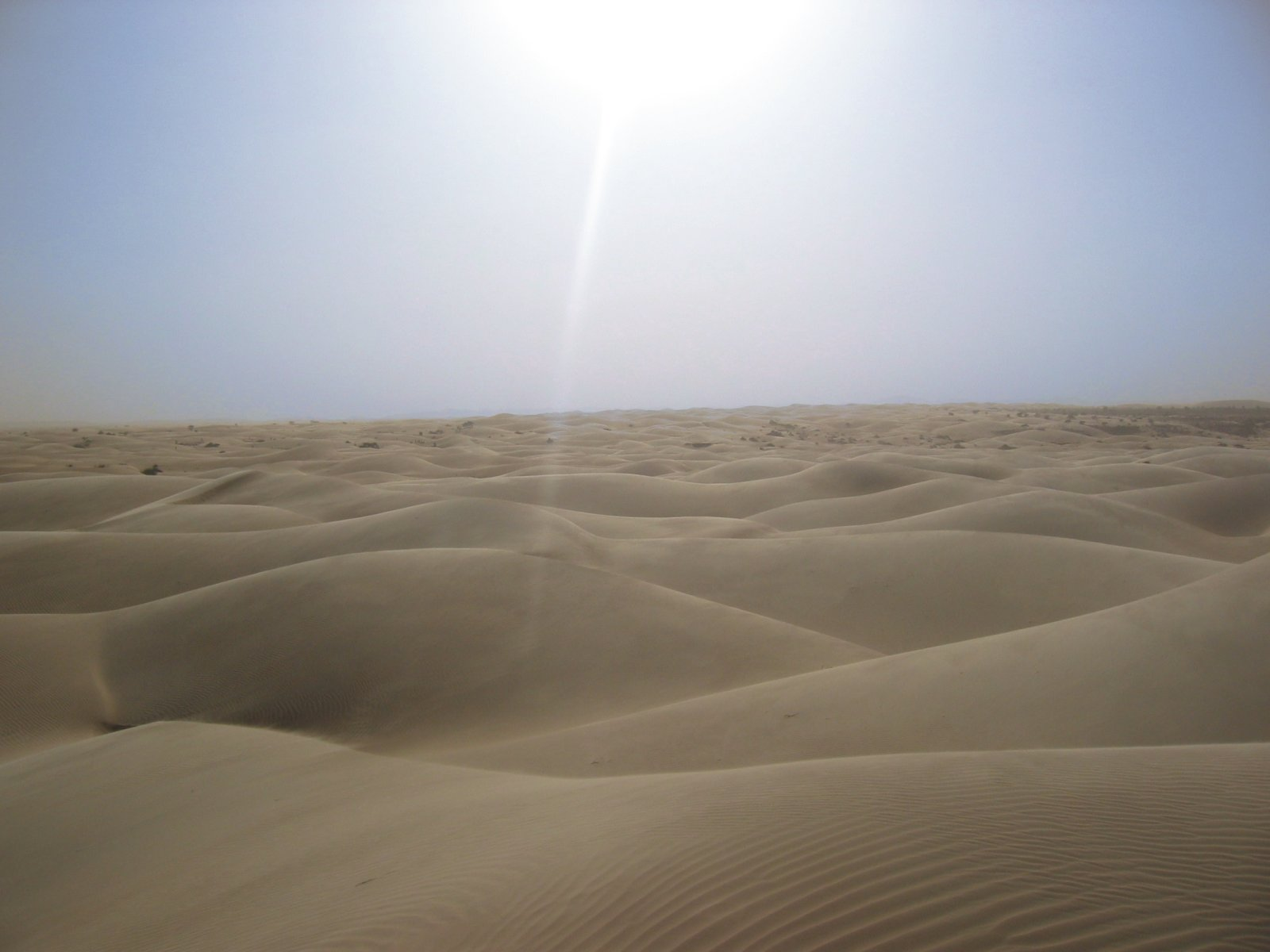
Sanddünen in der Sahara

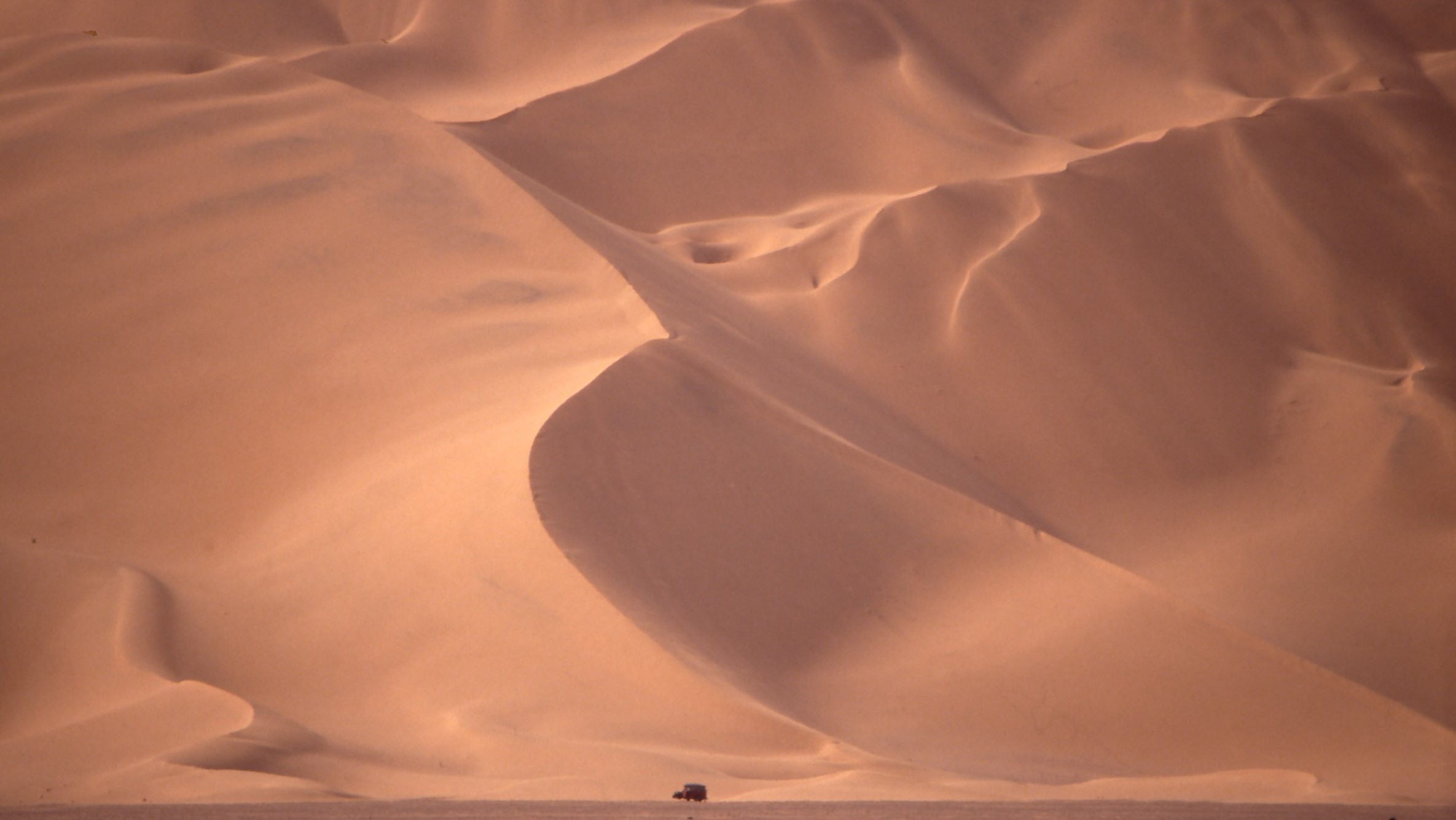
Geländefahrzeug vor einer großen Düne im Westlichen Großen Erg in Algerien

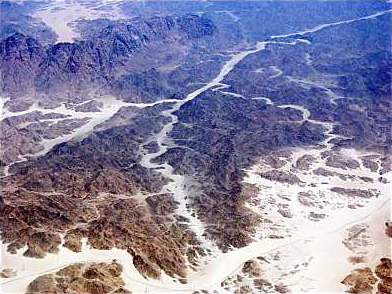
Luftaufnahme der Sahara

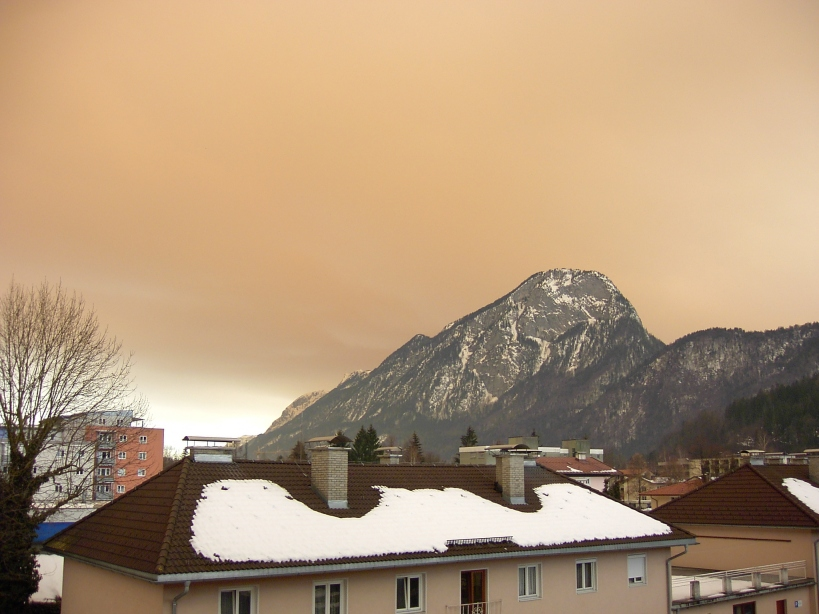
Saharastaub über Kufstein/Tirol am 22. Februar 2004 (siehe auch Scirocco)

Die Sahara ist mit über neun Millionen Quadratkilometern die größte Trockenwüste der Erde. Das entspricht knapp der Fläche der gesamten USA oder etwa der 26-fachen Fläche Deutschlands. Sie erstreckt sich von der afrikanischen Atlantikküste bis zur Küste des Roten Meeres und bildet eine Fläche von 4500 bis 5500 Kilometern westöstlicher und 1500 bis 2000 Kilometern nordsüdlicher Ausdehnung. Sie wird aufgrund ihrer geographischen Lage zu den Wendekreiswüsten gezählt.

## Etymologie
Das arabische Wort für „Wüste“ ist sahra’ (صحراء, DMG ṣaḥrāʾ) mit der Betonung auf der letzten Silbe, eine Mehrzahlform davon, also „Wüsten“, ist sahara (صحارى, DMG ṣaḥārā) mit Betonung auf der mittleren Silbe, die lang ist. Abgesehen davon, dass sowohl das „ṣ“ als auch das „ḥ“ speziell semitische Laute sind, die für Europäer sehr schwer auszusprechen sind, entspricht diese Mehrzahlform lautlich genau dem deutschen Wort Sahara. Die Ersetzung von „ṣ“ durch gewöhnliches „s“ und von „ḥ“ durch gewöhnliches „h“ ist der Normalfall, wenn die entsprechenden semitischen Laute nicht beherrscht werden.
Im Arabischen wird die Sahara الصحراء الكبرى, DMG aṣ-ṣaḥrāʾ al-kubrā, „die große Wüste“ genannt. Bisweilen findet man auch den Namen بحر بلا ماء, DMG baḥr bilā māʾ, „Meer ohne Wasser“ (vgl. Sahel für „Ufer“).
Die antiken Römer nannten das Land südlich von Karthago Terra deserta, also „verlassenes Land“. Im Mittelalter nannte man die Sahara schlicht Große Wüste. Erst im 19. Jahrhundert hat sich die Bezeichnung Sahara durchgesetzt.

## Geographie
Die Sahara liegt im Norden Afrikas. Sie erstreckt sich von der Atlantikküste bis zur Küste des Roten Meeres und bildet annähernd ein Trapez von 4500 bis 5500 km westöstlicher und 1500 bis 2000 km nordsüdlicher Ausdehnung vom Mittelmeer bis zur Sahelzone. Im Norden der Sahara liegen die Staaten Ägypten, Algerien, Marokko (einschließlich des annektierten Territoriums Westsahara), Tunesien und Libyen. Im südlichen Bereich der Sahara liegen große Teile der Staaten Mauretanien, Mali, Niger, Tschad und Sudan.
Sie umfasst verschiedene Landschaftstypen und umfasst Stein- oder Felswüsten auf Hochflächen, Hammada genannt. Kies- oder Geröllwüsten, Serir bzw. Reg genannt, machen mit etwa 70 Prozent den häufigsten Landschaftstyp der Sahara aus; die bekanntere Sanddünenwüste (Erg) macht nur etwa 20 % der Fläche aus. Laut einer Studie von 2018 dehnte sich die Sahara seit den 1920er Jahren um etwa 10 % aus, ein als Desertifikation bezeichneter Prozess. Forscher schließen aus der Lage unterschiedlicher Gesteinsschichten, dass im Laufe der letzten acht Millionen Jahre insgesamt 230 feuchte Phasen die Wüste ergrünen ließen und sich in einem Intervall von ca. 20.000 Jahren mit den trockenen Phasen abwechselten.
Die Wüstenlandschaften der Sahara liegen auf einem Tafelland, das im Durchschnitt 200 bis 500 Meter über dem Meeresspiegel liegt. Das kristalline Grundgestein des Tafellandes bildet im Westen der präkambrische Westafrika-Kraton. Das Tafelland wird überragt von den Gebirgsketten des Ahaggar im Westen, des Aïr im Südwesten, des Tibestigebirges im Zentrum, Gabal Uwainat im Nordosten und des Ennedi im Südosten. Höchste Erhebung der Sahara ist der Emi Koussi im Tibesti mit 3415 m über dem Meeresspiegel. Eingebettet in Tafel- und Gebirgslandschaften liegen ausgedehnte Senkungsgebiete, wie die Bodélé-Depression oder die Qattara-Senke, flachgeschliffene Felsplateaus, wie das Erdi-Ma oder das Gilf el-Kebir, und tiefeingeschnittene Täler, wie das der Dilia de Lagané oder das Kaouar-Tal.
Ungewöhnliche geologische Strukturen, deren Entstehung bis heute nicht restlos geklärt werden konnte, sind die nahezu kreisrunde 45 km im Durchmesser messende Richat-Struktur oder der 31 km im Durchmesser messende Kebira-Krater, der vermutlich durch den Aufprall eines Asteroiden entstand.

### Aquifere
Seitdem die arabische Platte die Meeresverbindung zwischen Tethys und dem heutigen Indischen Ozean vor sieben Millionen Jahren verschloss, wurde eine atmosphärische Zirkulation geschaffen, welche wüstenhafte Bedingungen in der Sahara begünstigt. Durch Datierungen von Fossilien in Bodenproben aus dem Tschadbecken gelang der Nachweis, dass die Sahara schon vor sieben Millionen Jahren zumindest zeitweise eine Wüste war. Selbst unter diesen analysierten Bodenschichten fanden sich noch weitere und ältere Sandsteinschichten, welche nur durch Windverwehungen unter Wüstenbedingungen entstanden sein konnten. Diese geologischen Zeugnisse älterer Wüstenbildung bilden zusammen mit den Ablagerungen älterer Ozeane die Grundlage für das Entstehen grundwasserführender Gesteinsschichten, deren Wirtsgestein mehrere hundert bis mehrere tausend Meter mächtig sein können. Diese Aquifere genannten Gesteinskomplexe liegen größtenteils tief unter den Wüstenlandschaften der Sahara verborgen, jedoch oberflächennah verlaufend ermöglichen sie eine umfangreiche Oasenwirtschaft wie in der Oase Siwa, Bilma oder Tamanrasset. Mit einer Grundfläche von ca. 2,35 Mio. km² und einem Speichervolumen von ca. 150.000 km³ Wasser bildet der Nubischer-Sandstein-Aquifer den größten Vertreter dieser Grundwasserleiter der Sahara, gefolgt vom Northwest Sahara Aquifer, Murzuk-Djado Basin, Taoudeni-Tanezrouft Basin, Iullemeden-Irhazer Aquifer und den Grundwasserleitern des Tschadbeckens. In den Pluvialzeiten waren große Teile der Sahara wasserreicher und begrünt, wie auch zahlreiche Felsmalereien aus den späteren Perioden und die von den Gebirgen ausgehenden, oft über 1000 km langen Trockenflussbetten (Wadis) beweisen. Forschungen der Universität von Illinois in Chicago aus dem Jahr 2004 haben ergeben, dass das Grundwasser unter Ägypten und Libyen bis zu einer Million Jahre alt ist. Es fließt langsam in einem unterirdischen System von Nubien aus mit einer Geschwindigkeit von nur ein bis zwei Metern pro Jahr nordwärts.

### Klima
Das aride Klima der Sahara wird beeinflusst durch die Lage zwischen 15° und 35° nördlicher Breite, dem Geländerelief und die Höhenlage sowie durch die Oberfläche und deren Bedeckung. Die Lage auf beiden Seiten des nördlichen Wendekreises führt zu einer hohen Sonneneinstrahlung und zu geringer Wolkenbildung über dieser geographischen Region. Die zentralen Regionen der Sahara stehen ganzjährig unter dem Einfluss des Nordost-Passatwindes Harmattan, der jedoch wenig Niederschlag bringt. Das Klima in den südwestlichen und südlichen zentralen Regionen der Sahara unterliegen den jahreszeitlichen Verlagerungen der innertropischen Konvergenzzone bis zum 20. nördlichen Breitengrad in den Sommermonaten, die den Nordostpassat zurückdrängen und feuchtere Luftmassen aus dem westafrikanischen Monsun heranführen, während die nordwestlichen Regionen von den jahreszeitlichen Veränderungen des Mittelmeerklimas geprägt sind.
Es können extreme Temperaturschwankungen im Tagesverlauf auftreten. Die durchschnittlichen Tageshöchsttemperaturen liegen im Sommer bei rund 30 °C, die Maximalwerte übersteigen häufig 37 °C. In den Wintermonaten kann die Temperatur nachts unter den Gefrierpunkt sinken, kurzzeitig Bodenfrost auftreten und in Höhenlagen auch Schnee fallen. Nachdem zuvor 37 Jahre lang eine solche Wetterkonstellation nicht mehr aufgetreten war, schneite es am 19. Dezember 2016 erstmals seit dem 18. Februar 1979 wieder im algerischen Teil der Sahara.
Die durchschnittliche Niederschlagsmenge in der Sahara beträgt etwa 45 mm, es gibt aber regionale Extremwerte und große Unterschiede. Einige Regionen im Süden Libyens und Ägyptens sind mit nur wenigen Millimeter Niederschlag pro Jahr fast so trocken wie die Atacamawüste, die als trockenste Region der Erde gilt. Generell empfangen die Hochgebirge der Sahara mehr Niederschlag als die sie umgebenden Senkungsgebiete. So fallen im Tibesti bis zu 600 mm, im Aïr bis zu 150 mm Jahresniederschlag, wodurch diese Regionen eigene Biome bilden. Das Luftsättigungsdefizit ist generell sehr hoch, die Wasserverdunstungsrate kann im Bereich der Ounianga-Seen bis zu 6330 mm pro Jahr betragen.
Während des Höhepunkts des westafrikanischen Monsuns in den Monaten Juli und August fallen im Süden der Sahara etwa 100 bis 200 mm Niederschlag. Dieser lässt eine Grassavanne entstehen, an die sich die eigentliche Sahelzone anschließt. Während mancher Jahre regnet es in einigen Regionen der Sahara gar nicht. In anderen Jahren überspringt der westafrikanische Monsun die Sahara und bringt regional sintflutartige Regenfälle mit sich.
Der einzige Fluss, der die Sahara quert, ist der Nil. Er ist ein Fremdlingsfluss.
Der Einfluss der Sahara auf das globale Klima ist nur teilweise geklärt. Insbesondere scheinen die Aerosole aus der Sahara neben denen von Vulkanausbrüchen wesentlich Wetter und Klima zu bestimmen. Als wissenschaftlich gesichert gilt, das die Sahara der größte natürliche Aerosolemittend der Erde ist. Jedes Jahr werden bis zu 1000 Mio. Tonnen Aerosole unterschiedlicher Korngrößen von der Sahara in die Atmosphäre freigesetzt, die dort ein bis zwei Wochen verbleiben können. Die Emissionen der Sahara haben dabei sowohl Einfluss auf die Niederschlagsregime in der Sahel- und Sudanzone, wie auch weit entfernter Regionen wie dem Amazonasbecken und der Karibik. Wie sich in den letzten Jahrzehnten herauskristallisierte hat die Aerosolproduktion in der Sahara Einfluss auf die Entwicklung und Zugbahn atlantischer Wirbelstürme. Untersuchungen am Hurrikan Nadine aus dem Jahr 2012 zeigten das Aerosole aus der Sahara einerseits zu einer Intensivierung des Orkans beitrugen und seine Zugbahn in eine stärker Nordwärts ausgerichtete Zugrichtung beeinflussten. Ebenso können große Mengen Saharastaubes erstaunliche atmosphärische Phänomene hervorrufen, wie dem red sky event über Großbritannien am 16. Oktober 2017, die der Hurrikane Ophelia vor sich hertrieb und den Himmel großräumig in ein orangerotes Farbenmeer verwandelte.
Als sehr ergiebige Aerosolmobilisierungsgebiete gelten zum Beispiel die Bodélé-Senke und das Plateau von Djado.

### Bodenschätze
In der Sahara sind auch Bodenschätze zu finden. In der algerischen und libyschen Sahara wurden reiche Erdöl- und Erdgasfelder entdeckt. Weitere Bodenschätze sind: Salz, Kohle, Kupfer, Gold, Mangan, Eisen, Uran, Blei, Wolfram, Titan, Zinn und Phosphate.

### Verkehr
Die Transsahararoute Algier–In Salah–Tamanrasset–Agadez bildet eine Teilstrecke des Algier-Lagos-Highways, der zu den Trans-African Highways gehört.

## Bevölkerung
Die geringe einheimische Bevölkerung besteht hauptsächlich aus Arabern, Berbern und Mauren. Daneben gibt es kleine Gruppen wie die Tubu (auch Tibbu) und Tuareg. Neben der Viehhaltung war bis ins 19. Jahrhundert der Transsaharahandel eine wesentliche Lebensgrundlage für diese Bevölkerungsgruppen, die auch als Yallas bekannt sind. Das zahlenmäßig größte Saharavolk sind die Tuareg. 60 Prozent der Saharabewohner sind sesshafte Oasenbauern, 40 Prozent Nomaden und Halbnomaden. Größere Siedlungen finden sich vor allem am Nordrand der algerischen Sahara. Neusiedlungen haben sich in den erdöl- und erdgasfördernden Gebieten Algeriens und Zentrallibyens gebildet. Im Westen und in der Libyschen Wüste sind weite Teile menschenleer.

## Fauna
Von den 14 großen Wirbeltierarten, die in historischer Zeit den Riesenraum bewohnten, waren 2013 vier bereits endgültig verschwunden, darunter die Säbelantilope. Darüber hinaus sind die meisten Arten aus 90 % ihres Verbreitungsgebietes verschwunden, darunter die Mendesantilope, die Damagazelle und der Gepard, genauer die Unterart Acinonyx jubatus hecki.

## Geschichte
Die Sahara war einer im Jahr 2009 veröffentlichten Studie zufolge in den zurückliegenden 200.000 Jahren dreimal für einige tausend Jahre begrünt: zunächst vor 120.000 bis 110.000 Jahren, dann wieder vor 50.000 bis 45.000 Jahren und zuletzt während der sogenannten „grünen Sahara-Zeit“ (ca. 14.000 bis 4000 v. Chr.) Als sich gegen Ende der letzten Kaltzeit die Tropische Klimazone erneut um 800 Kilometer nach Norden verschob, verwandelte sich die Sahara, die zuvor wie heute eine Wüste gewesen war, wieder in eine fruchtbare Savannenlandschaft. Um 14.000 v. Chr. begann zunächst in Westafrika die letzte feuchte Periode, in Ostafrika setzte sie erst um 8000 v. Chr. ein, wie beispielsweise am Fundort Takarkori Rock Shelter dokumentiert wurde. Dieser Klimaveränderung folgten Jäger und Sammler aus dem Süden. Die Neolithische Revolution erfasste das Gebiet der Sahara etwa im 6. Jahrtausend v. Chr., als die Bewohner der Region mit dem Ackerbau begannen. Eine Städtekultur wie an den Flüssen Nil, Euphrat und Tigris ist aber nicht bekannt. Die ersten Felsbilder der Sahara entstanden um 10.000 v. Chr.
Zwischen 4000 und 3500 v. Chr. begann in der Sahara die Trockenphase, die innerhalb weniger Jahrhunderte oder Jahrzehnte zur Verdrängung des Lebens aus der Wüste führte. Als auch der Osten ab etwa 3300 v. Chr. langsam austrocknete, zogen sich die Menschen nach Süden oder ins fruchtbare Niltal zurück. Aus der Zeit um 3200/3100 v. Chr., der prädynastischen Zeit des Alten Ägypten, stammen die in der östlichen Sahara aufgefundenen rätselhaften Clayton-Ringe. Im 2. Jahrtausend v. Chr. begann die Pferdezeit, so benannt, weil ab dieser Zeit Pferde in den Motiven der Höhlenmalerei vorherrschen. Ebenso wie in Ägypten, Anatolien und der Ägäis wurde im 16. Jahrhundert v. Chr. die „Wunderwaffe“ der Bronzezeit eingeführt, der Streitwagen. Pharao Ramses III. listet 92 Streitwagen sowie 184 Pferde als Beute seines Libyen-Feldzuges auf.
Mit der Austrocknung der Sahara kam der langsame Niedergang von Ackerbau und Viehzucht. Durch die assyrische Eroberung Ägyptens im 7. Jahrhundert v. Chr. kam das Kamel nach Afrika und löste das Pferd als wichtigstes Lastentier ab. Spätestens seit der Ptolemäerzeit wurde es im größeren Maße eingesetzt.
Im Zentrum der Sahara entstand ab dem 5. Jahrhundert v. Chr. das Reich der Garamanten, das zum einen auf erfolgreicher Oasenwirtschaft basierte, dessen großer Reichtum aber aus dem Handel zwischen Afrika und dem Mittelmeerraum zunächst mit den Griechen über Kyrene, dann mit den Römern über Leptis Magna beruhte. Der Niedergang des Weströmischen Reiches stoppte diesen Handel weitgehend, und die Erschöpfung von Grundwasservorräten schränkte die Oasenwirtschaft ein. Das Ende kam aber erst mit der Eroberung durch die muslimischen Araber.

## Die Erforschung und Eroberung der Sahara

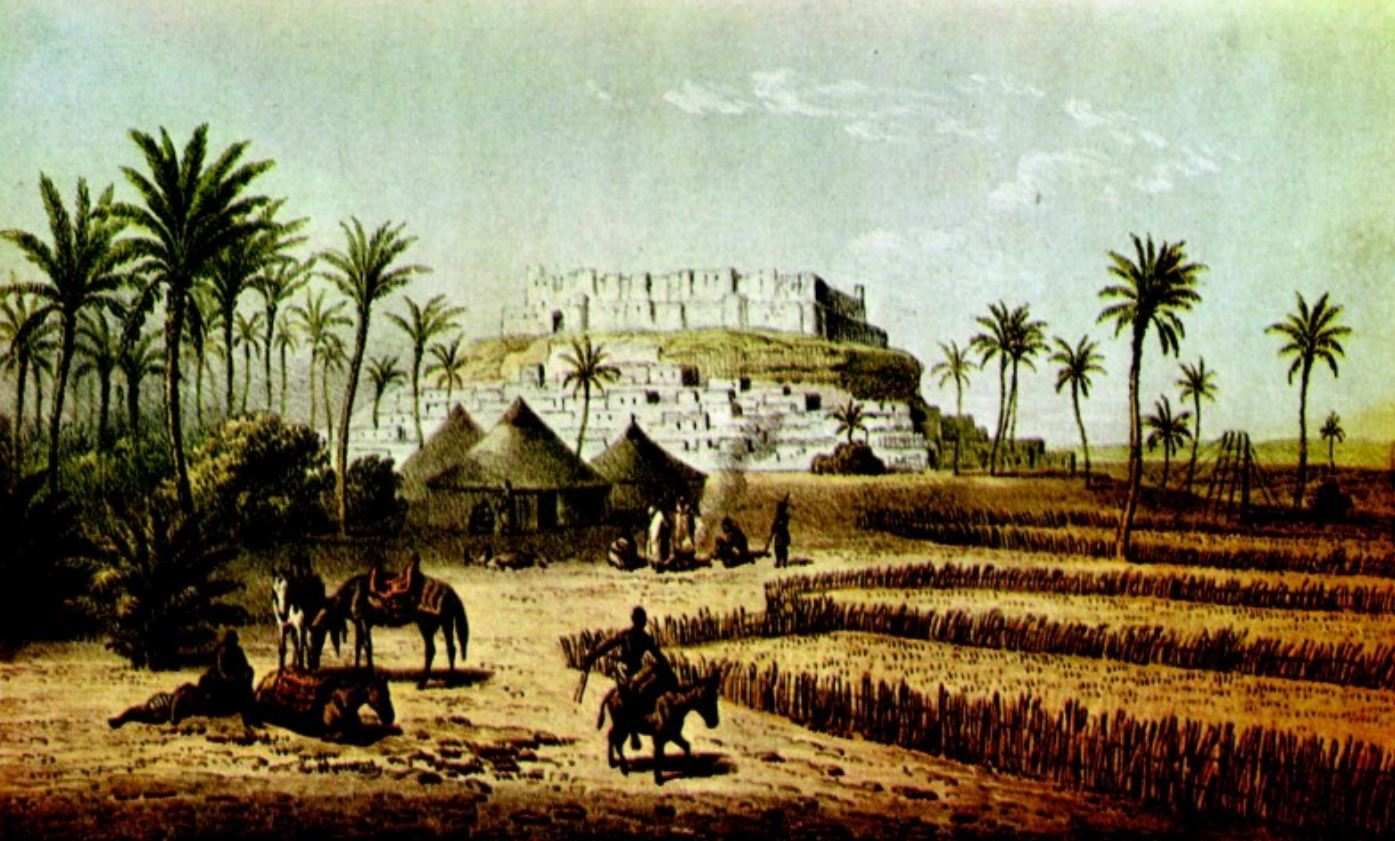
Erhaltener Ksar der Garamanten in der Oase Adiri, um 1850 (illustriert nach einer Skizze von Heinrich Barth)

Zu den frühesten überlieferten Berichten über die Sahara zählen Teile von Herodots Historien (5. Jahrhundert v. Chr.).
Ab dem ausgehenden 18. Jahrhundert rückte die Sahara in das Blickfeld der europäischen Wissenschaft und des Exporthandels. Der Franzose René Caillié reiste 1827/28 von Boké an der Guineaküste nach Timbuktu und durchquerte dann die westliche Sahara bis Tanger. Er war der erste Europäer, der lebend aus Timbuktu zurückkehrte. Seine Reise im Vorfeld der französischen Besetzung des nördlichen Algeriens seit 1830 (ab 1890 französische Expansion in die Sahara) wurde als Teil eines Wettlaufs zwischen Franzosen und Briten um die Eroberung Afrikas interpretiert, obwohl er persönlich diese Rolle nie beanspruchte.
Vor allem die Briten suchten nach einem sicheren Zugang zu den Märkten Innerafrikas, wo sie ungeheure Absatzmöglichkeiten für ihre Fertigprodukte, zugleich aber auch wichtige Rohstoffquellen erwarteten. Daher erschien ihnen die Erforschung der Sahara weniger wichtig als die der Zugänge in das Landesinnere über Nil und Niger sowie der fruchtbaren Ländereien Zentral- und Südafrikas. Die Franzosen hingegen drangen seit Ende der 1870er Jahre von Senegal aus nach Osten in Richtung des Oberlaufs des Nils und nach Südosten in Richtung der Elfenbeinküste vor, wo sie rasch in kriegerische Auseinandersetzungen verwickelt wurden.
Die wichtigste der britischen Saharaexpeditionen leitete der Missionar James Richardson, der jedoch bereits 1851 im Sudan verstarb. Sein Nachfolger als Expeditionsleiter war sein Begleiter, der deutsche Geograph und Archäologe Heinrich Barth (1821–1865), dessen fünfbändiges, 3500 Seiten umfassendes Reisewerk die wichtigste Quelle für die Völkerkunde des Sahara-Raumes im 19. Jahrhundert darstellt und auch heute noch von der Wissenschaft gewinnbringend genutzt wird. Barths Forschungen unter den Tuareg der nördlichen Sahara wurden von dem Franzosen Henri Duveyrier (1840–1892) fortgesetzt. Als einer der ersten Forschungsreisenden durchquerte auch Gerhard Rohlfs in den Jahren 1865 bis 1867 die Sahara und die südlich angrenzenden Savannen von Tripolis bis zum Golf von Guinea.

## Die Sahara in der Literatur
Die Sahara ist Schauplatz zahlreicher Romane und anderer literarischer Arbeiten, von denen viele dem europäischen Exotismus bzw. dem Genre des Abenteuerromans zuzurechnen sind (Beispiele: Ouida: Under Two Flags, 1867; E. M. Hull: Der Scheich, 1919; Elleston Trevor: The Flight of the Phoenix, 1964; Desmond Bagley: Flyaway, 1978; Paulo Coelho: Der Alchimist, 1988; Clive Cussler: Sahara, 1992; David W. Ball: Empire of Sand, 1999).
Autoren wie Paul Bowles (The Sheltering Sky, 1949), Albert Camus (La Femme adultère, 1957), Brion Gysin (The Process, 1969), Alberto Vázquez-Figueroa (Tuareg, 1980) und Ibrahim al-Koni (Goldstaub, 1990), die mit der Sahara als Einheimische oder Reisende gut vertraut waren, haben zu diesem Thema aber auch Hochliterarisches beigetragen. Weitere bedeutende Sahara-Romane sind Désert (1980) vom französisch-mauritischen Literatur-Nobelpreisträger Jean-Marie Gustave Le Clézio und Michael Ondaatjes Der englische Patient (1992).